# Dogmazic
Dogmazic – muzyczny serwis internetowy publikujący muzykę na licencjach Creative Commons/Free Art Licence.
Albumy są dostępne jako pliki muzyczne w formatach Ogg Vorbis i mp3. Serwis Dogmazic oferuje również system oceny zamieszczanej tam muzyki i wyszukiwania polecanych przez innych użytkowników wykonawców w oparciu o zadane kryteria.